# Symfonie nr. 3 (Vine)
Carl Vine voltooide zijn Symfonie nr. 3 in 1990. Het werk is geschreven naar aanleiding van een John Bishop Commission voor een uitvoering op het Adelaide Festival in 1990. Uitvoerenden tijdens de eerste uitvoering op 5 maart 1990 waren het Sydney Symphony Orchestra onder leiding van Stuart Challender in het Adelaide Festival Centre

## Muziek
Vine schreef tot en met zijn vierde symfonie eendelige symfonieën. Wel deelde hij die werken op in secties, die dan weer soms vergelijkbaar waren met de klassieke indeling van de symfonie. In tegenstelling tot zijn eerste en tweede symfonie zijn in deze symfonie langere melodielijnen te ontdekken en de symfonie kent ook een aantal boogconstructies. De symfonie begint met duistere muziek, die vanuit het niets met een doorlopend crescendo steeds meer energie op doet als zijnde een golf. Op haar hoogtepunt laat die golf alle energie los om vervolgens in een veel mindere dreigende episode opnieuw te beginnen, tot wederom de climax uitstroomt en de symfonie aan haar derde sectie begint. Gedurende het werk valt de muziek regelmatig stil voor relatief korte soli of samenspel in klein ensemble.
Een speciale toonsoort kent het werk niet, fis mineur komt aan de beurt, maar ook E majeur en B majeur wordt gespeeld. Het slot is echter in As. In de eerste sectie zit de voor Vine karakteristieke beweging in 12/8-maat. Een ander uniek fragment is een solo voor maraca's. Het slot bestaat uit een triomfantelijke en stampende fanfare, waarna de muziek in zeer kalm vaarwater komt om ten slotte in diezelfde fanfare uitbundig te eindigen. De rustige passage wordt door de componist herhaald aan het begin van zijn Celebrare Celeberrime.

## Orkestratie
- 4 dwarsfluiten, 4 hobo’s, 4 klarinetten, 4 fagotten
- 6 hoorns, 4 trompetten, 4 trombones, 1 tuba
- 4 man/vrouw percussie, waaronder tamtam, 2 harpen, 1 celesta
- violen, altviolen, celli, contrabassen

## Discografie
Uitgave ABC: Stuart Challender met het Sydney Symphony Orchestra in een opname 1990